# Xiong'erzhai
Xiong'erzhai (kinesiska: 熊儿寨, 熊儿寨乡) är en socken i Kina. Den ligger i stadsdistriket Pinggu i Pekings storstadsområde, i den norra delen av landet, omkring 72 kilometer nordost om stadskärnan. Antalet invånare är 3 414. Befolkningen består av 1 670 kvinnor och 1 744 män. Barn under 15 år utgör 9,0 %, vuxna 15-64 år 75 %, och äldre över 65 år 15,0 %.